# سمكة المهرج الظربان الوردي
سمكة المهرج الظربان الوردي (الاسم العلمي: Amphiprion perideraion )، هو نوع من الأسماك يتبع جنس سمكة المهرج من فصيلة البوماسنتريدي.

## معرض صور

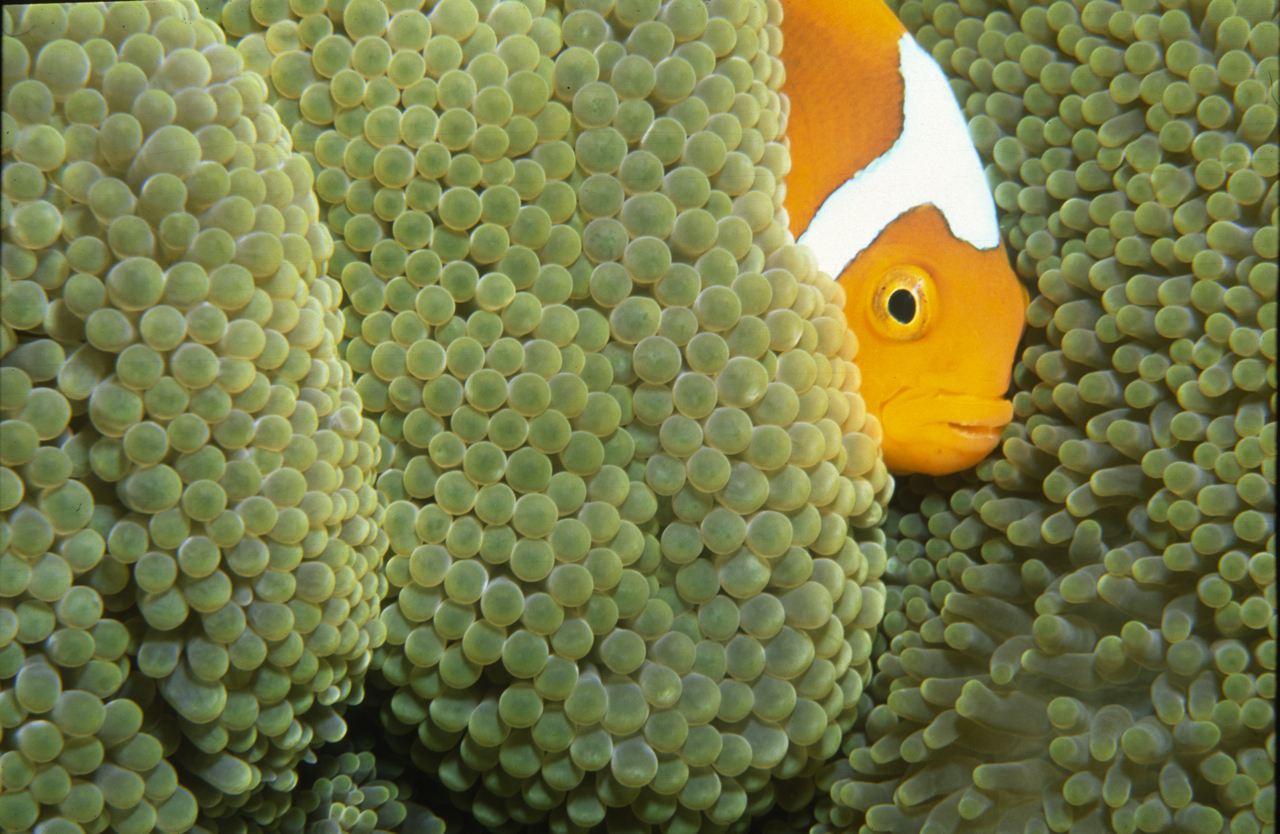
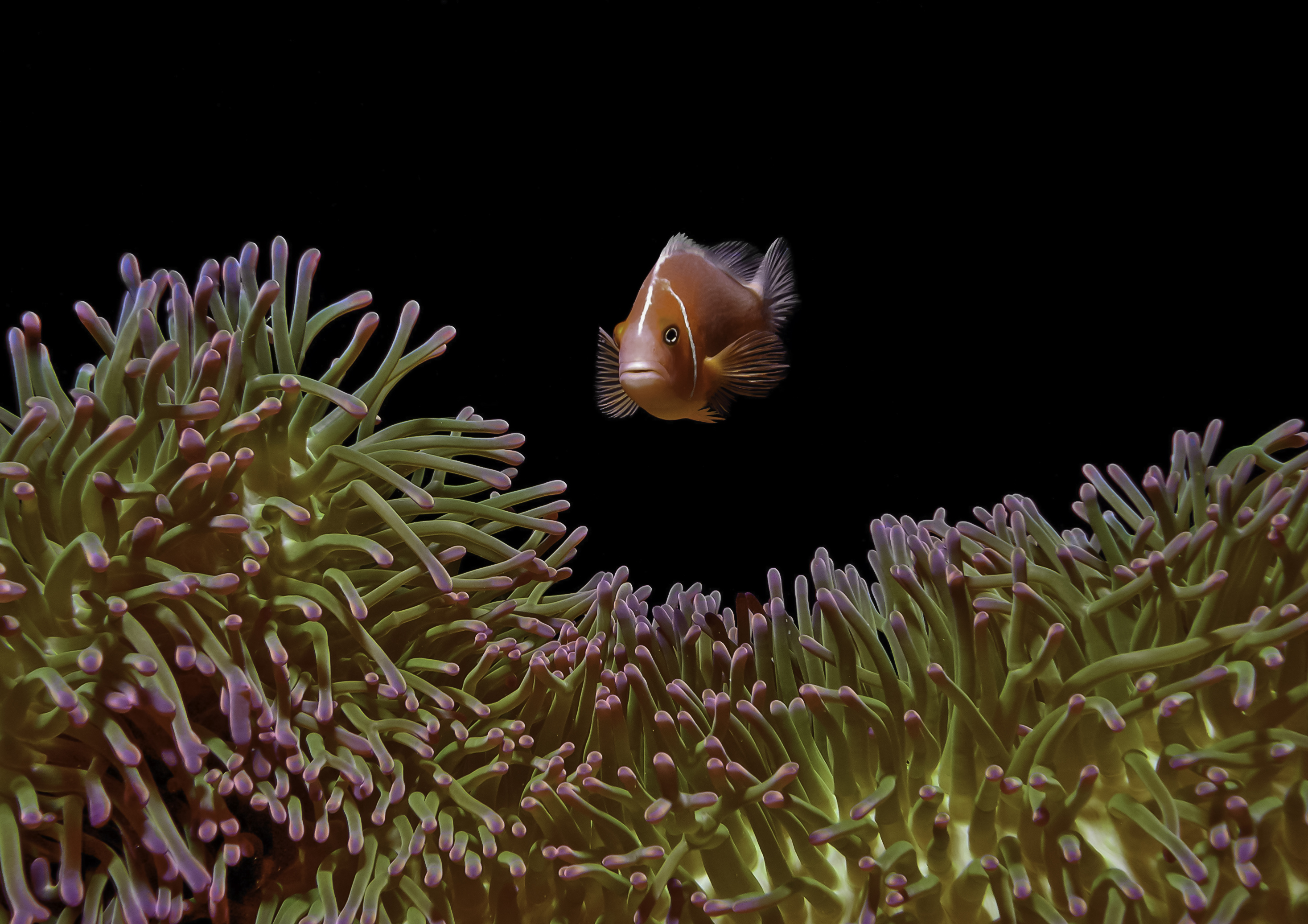
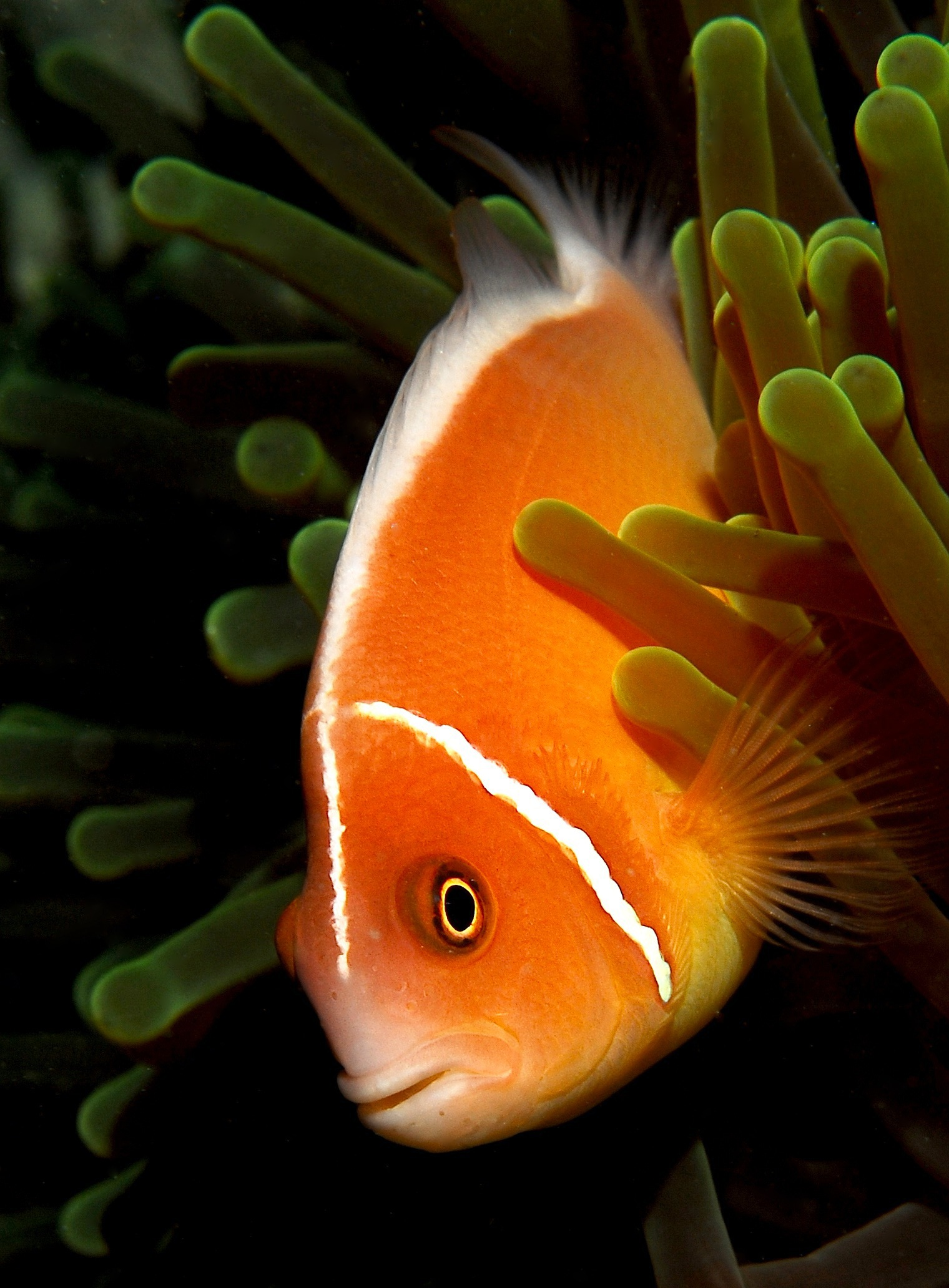
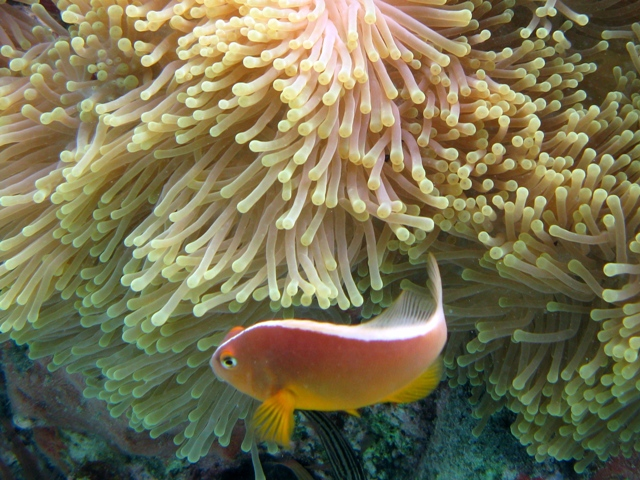
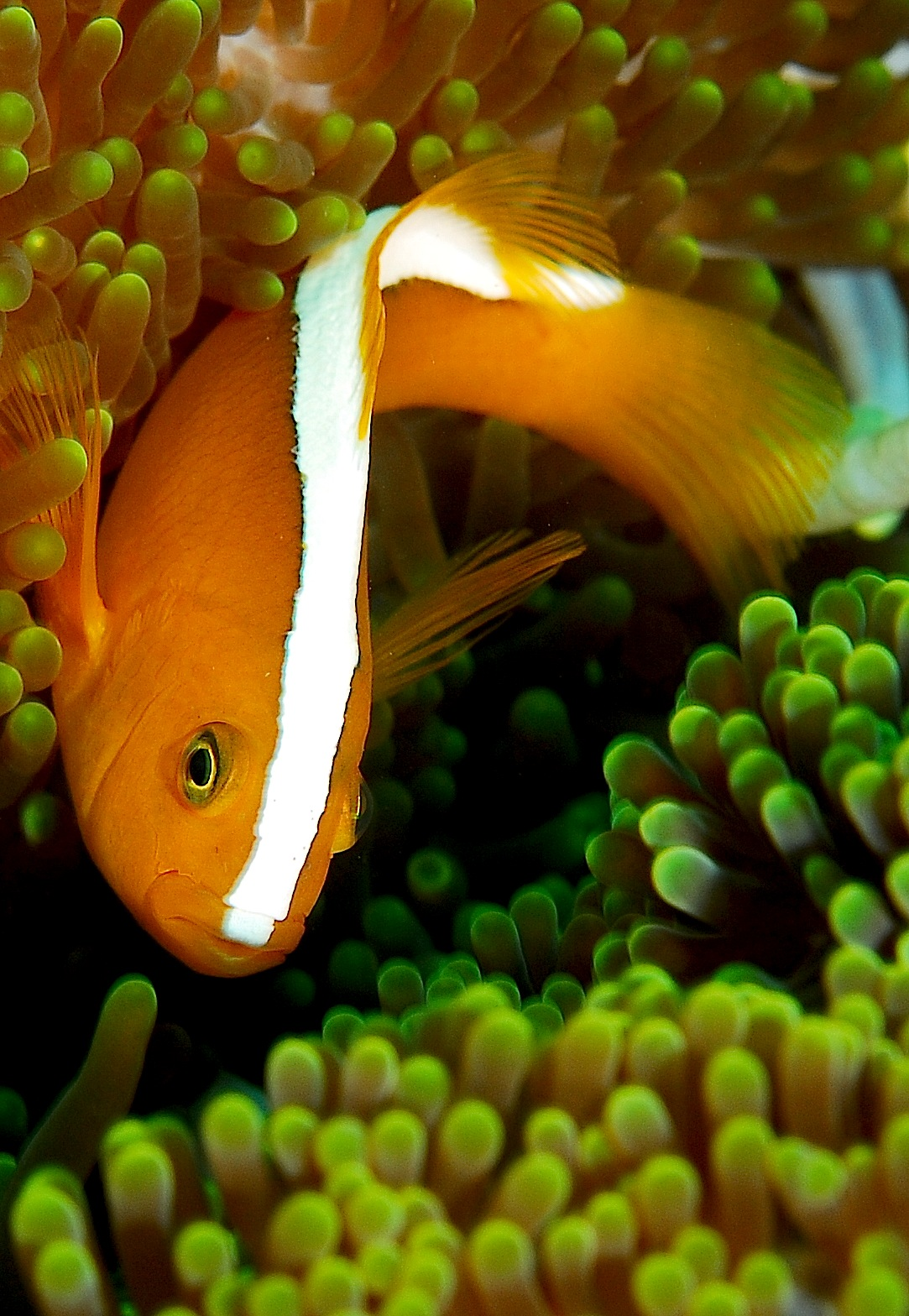